# Knarr
Un knarr es un tipo de barco mercante nórdico usado por los vikingos. El knarr (también conocido como knorr o knörr) es del mismo tipo de construcción que los drakkars, karves, snekkes y færings.

## Descripción
El knarr es el término nórdico para los barcos que fueron construidos para los viajes por el Atlántico. Eran barcos de carga, de casco trincado, con una eslora de 16 metros, una manga de 4.5 metros y una capacidad de carga de hasta 24 toneladas.
Servía principalmente para el transporte de bienes de comercio como marfil, lana, madera, trigo, pieles y cueros, armaduras, esclavos, miel y armas. También se usó para proveer comida, bebida y armas a los guerreros y comerciantes durante sus viajes por el Mar Báltico, el Mediterráneo y otros mares. Los knarr cruzaban rutinariamente el Atlántico Norte cargando ganado y provisiones a los asentamientos nórdicos en Islandia y Groenlandia, así como bienes a los puestos de comercio en las islas británicas, Europa continental y posiblemente Oriente Medio.

## Características
El knarr era más achatado que el drakkar, provisto de remos y vela, con capacidad para unas treinta personas, ganado y el heno que les corresponde, agua potable, pescado seco y carne salada. Como los drakkar, llevaban colgados los escudos a babor y estribor que retiraban y guardaban en la bodega durante sus trayectos comerciales. Equipaban tiendas que podían montar en cubierta o en el exterior cuando hacían un alto para pernoctar si las condiciones lo permitían. Los caudillos llevaban consigo camas desmontables. Cada remero poseía un cofre con sus efectos personales que usaban como asiento. La tripulación tenía unos sacos de piel de morsa llamados hudfat, donde guardan sus equipamientos y armas, pero que también empleaban como sacos de dormir. Era más lento y menos maniobrable que un barco de guerra, pero a cambio podía transportar grandes pesos.

## Historia delknarr
El único knarr bien conservado se encontró en un canal poco profundo en el fiordo de Roskilde en Dinamarca en 1962 con otros dos barcos de guerra, un mercante báltico y un ferry. Los arqueólogos creen que los barcos fueron colocados allí para bloquear el canal contra los asaltantes enemigos. Hoy, los cinco barcos, conocidos como los barcos de Skuldelev, están siendo restaurados por el Museo Vikingo de Roskilde. 
El knarr pudo haber sido usado para colonizar Islandia, Groenlandia y Vinlandia (costa de Terranova). Fue posiblemente el mismo tipo de velero en el que los primeros colonos europeos zarparon a América del Norte.